# ドローン・オブ・ウォー
『ドローン・オブ・ウォー』（原題: Good Kill）は、2014年にアメリカ合衆国で製作された戦争ドラマ映画。第71回ヴェネツィア国際映画祭に出品された後、2014年のトロント国際映画祭でも上映された。

## あらすじ
ラスベガス近郊のアメリカ空軍基地に置かれた空調の効いたコンテナの中では、トミー・イーガン少佐が遥か一万キロ彼方のアフガニスタン上空を飛ぶMQ-9 リーパー無人攻撃機を操縦し、モニターに映るタリバン兵をヘルファイアミサイルで音も無く吹き飛ばしていた。戦闘機パイロットだったトミーは命の危険は無いが戦っている実感が伴わない任務や基地と自宅を日帰りで往復する日常に拭い切れない違和感を抱いていたが、彼の操縦の腕を買っている上司のジョンズ中佐の意向もあって異動願いは中々受理されなかった。さらに、新たに配属された女性操縦士スアレスのCIAが主導する対アルカイダ極秘作戦への異議の言葉も加わり、次第に彼は精神的に追い詰められていくようになる。

## キャスト
※括弧内は日本語吹替
- トーマス・"トミー"・イーガン少佐 - イーサン・ホーク（咲野俊介）
- モリー・イーガン - ジャニュアリー・ジョーンズ（加藤有生子）
- ヴェラ・スアレス上等空兵 - ゾーイ・クラヴィッツ（種市桃子）
- ジョセフ・ジマー - ジェイク・アベル（中村章吾）
- ジャック・ジョンズ中佐 - ブルース・グリーンウッド（広瀬彰勇）
- エド・クリスティ大尉 - ディラン・ケニン（北村謙次）
- ラングレー（声） - ピーター・コヨーテ

## その他
- 劇中での発言で上官が新兵へ「勘違いするな。我々は人を殺している。これはゲーム（PlayStation）ではない。しかし、お偉方は認めないが（操作方法の）モデルはXboxだ。」と語るなど軍の内部の実情を描いている。ただし、上官がアメリカンジョークを交えている可能性もある。